# World RX de Hockenheim 2015
El World RX de Hockenheim 2015, oficialmente Rallycross of Hockenheim fue la segunda prueba de la Temporada 2015 del Campeonato Mundial de Rallycross. Se celebró del 1 al 3 de mayo de 2015 en el Hockenheimring ubicado en la ciudad de Hockenheim, Baden-Wurtemberg, Alemania. Esta prueba del campeonato compartió fecha con el Deutsche Tourenwagen Masters.
La prueba fue ganada por Petter Solberg quien consiguió su primera victoria de la temporada a bordo de su Citroën DS3, Reinis Nitišs término en segundo lugar en su Ford Fiesta ST y Timmy Hansen finalizó tercero con su Peugeot 208.

## Supercar

### Series
| Pos.            | No. | Piloto               | Equipo                          | Auto                | H1  | H2  | H3  | H4  | Pts |
| --------------- | --- | -------------------- | ------------------------------- | ------------------- | --- | --- | --- | --- | --- |
| 1               | 1   | Petter Solberg       | SDRX                            | Citroën DS3         | 16º | 2º  | 1º  | 1º  | 16  |
| 2               | 15  | Reinis Nitišs        | Olsbergs MSE                    | Ford Fiesta ST      | 5º  | 6º  | 3º  | 3º  | 15  |
| 3               | 33  | Liam Doran           | SDRX                            | Citroën DS3         | 2º  | 1º  | 11º | 13º | 14  |
| 4               | 3   | Johan Kristoffersson | Volkswagen Team Sweden          | Volkswagen Polo     | 1º  | 21º | 2º  | 9º  | 13  |
| 5               | 34  | Tanner Foust         | Marklund Motorsport             | Volkswagen Polo     | 14º | 3º  | 4º  | 8º  | 12  |
| 6               | 21  | Davy Jeanney         | Team Peugeot-Hansen             | Peugeot 208         | 4º  | 4º  | 5º  | 15º | 11  |
| 7               | 13  | Andreas Bakkerud     | Olsbergs MSE                    | Ford Fiesta ST      | 9º  | 7º  | 19º | 2º  | 10  |
| 8               | 4   | Robin Larsson        | Larsson Jernberg Racing Team    | Audi A1             | 10º | 14º | 6º  | 6º  | 9   |
| 9               | 57  | Toomas Heikkinen     | Marklund Motorsport             | Volkswagen Polo     | 12º | 12º | 9º  | 4º  | 8   |
| 10              | 99  | Tord Linnerud        | Volkswagen Team Sweden          | Volkswagen Polo     | 3º  | 16º | 8º  | 11º | 7   |
| 11              | 45  | Per-Gunnar Andersson | Marklund Motorsport             | Volkswagen Polo     | 8º  | 10º | 15º | 5º  | 6   |
| 12              | 17  | Timmy Hansen         | Team Peugeot-Hansen             | Peugeot 208         | 6º  | 8º  | 17º | 7º  | 5   |
| 13              | 5   | Edward Sandström     | EKS RX                          | Audi S1             | 13º | 11º | 10º | 14º | 4   |
| 14              | 7   | Manfred Stohl        | World RX Team Austria           | Ford Fiesta         | 7º  | 5º  | 16º | 22º | 3   |
| 15              | 42  | Timur Timerzyanov    | Namus OMSE                      | Ford Fiesta ST      | 11º | 9º  | 13º | 18º | 2   |
| 16              | 77  | Alx Danielsson       | All-Inkl.com Münnich Motorsport | Audi S3             | 19º | 13º | 12º | 12º | 1   |
| 17              | 40  | Dave Mirra           | JRM Racing                      | BMW MINI Countryman | DNF | 15º | 14º | 17º |     |
| 18              | 55  | René Münnich         | All-Inkl.com Münnich Motorsport | Audi S3             | 21º | 18º | 18º | 16º |     |
| 19              | 39  | Danny Way            | JRM Racing                      | BMW MINI Countryman | 17º | 17º | 20º | 21º |     |
| 20              | 92  | Anton Marklund       | EKS RX                          | Audi S1             | 15º | EXC | 7º  | 10º |     |
| 21              | 22  | Koen Pauwels         | Koen Pauwels                    | Ford Focus          | 20º | 19º | 21º | 19º |     |
| 22              | 31  | Max Pucher           | World RX Team Austria           | Ford Fiesta         | 18º | 20º | 22º | 20º |     |
| Reporte Oficial |     |                      |                                 |                     |     |     |     |     |     |

### Semifinales
Semifinal 1
| Pos.            | No. | Piloto               | Equipo              | Tiempo    | Pts |
| --------------- | --- | -------------------- | ------------------- | --------- | --- |
| 1               | 1   | Petter Solberg       | SDRX                | 04:49.333 | 6   |
| 2               | 13  | Andreas Bakkerud     | Olsbergs MSE        | +3.555    | 5   |
| 3               | 57  | Toomas Heikkinen     | Marklund Motorsport | +9.319    | 4   |
| 4               | 34  | Tanner Foust         | Marklund Motorsport | +9.595    | 3   |
| 5               | 45  | Per-Gunnar Andersson | Marklund Motorsport | +15.009   | 2   |
| 6               | 33  | Liam Doran           | SDRX                | +52.219   | 1   |
| Reporte Oficial |     |                      |                     |           |     |

Semifinal 2
| Pos.            | No. | Piloto               | Equipo                       | Tiempo    | Pts |
| --------------- | --- | -------------------- | ---------------------------- | --------- | --- |
| 1               | 15  | Reinis Nitišs        | Olsbergs MSE                 | 04:46.718 | 6   |
| 2               | 4   | Robin Larsson        | Larsson Jernberg Racing Team | +2.563    | 5   |
| 3               | 17  | Timmy Hansen         | Team Peugeot-Hansen          | +4.433    | 4   |
| 4               | 99  | Tord Linnerud        | Volkswagen Team Sweden       | +5.640    | 3   |
| 5               | 3   | Johan Kristoffersson | Volkswagen Team Sweden       | +5.830    | 2   |
| 6               | 21  | Davy Jeanney         | Team Peugeot-Hansen          | +6.856    | 1   |
| Reporte Oficial |     |                      |                              |           |     |

### Final
| Pos.            | No. | Piloto           | Equipo                       | Tiempo     | Pts |
| --------------- | --- | ---------------- | ---------------------------- | ---------- | --- |
| 1               | 1   | Petter Solberg   | SDRX                         | 04:37.837  | 8   |
| 2               | 15  | Reinis Nitišs    | Olsbergs MSE                 | +2.540     | 5   |
| 3               | 17  | Timmy Hansen     | Team Peugeot-Hansen          | +3.822     | 4   |
| 4               | 57  | Toomas Heikkinen | Marklund Motorsport          | +6.725     | 3   |
| 5               | 4   | Robin Larsson    | Larsson Jernberg Racing Team | +1 Vuelta  | 2   |
| 6               | 13  | Andreas Bakkerud | Olsbergs MSE                 | +5 Vueltas | 1   |
| Reporte Oficial |     |                  |                              |            |     |

## Campeonato tras la prueba
Estadísticas Supercar
| Pos. | Driver               | Points |
| ---- | -------------------- | ------ |
| 1    | Petter Solberg       | 57     |
| 2    | Johan Kristoffersson | 42     |
| 3    | Timmy Hansen         | 37     |
| 3    | Andreas Bakkerud     | 37     |
| 4    | Reinis Nitišs        | 34     |
| 5    | Toomas Heikkinen     | 29     |

- Nota: Sólo se incluyen las cinco posiciones principales.